# Ё̄
Cette page contient des caractères spéciaux ou non latins. S’ils s’affichent mal (▯, ?, etc.), consultez la page d’aide Unicode.
Le ié tréma macron (capitale Ё̄, minuscule ё̄) est une lettre de l'alphabet cyrillique utilisée en évène, evenki, nanaï, néguidale, same de Kildin, selkoupe, et oultche.

## Représentation informatique
Le ié tréma macron peut être représenté avec les caractères Unicode suivants :
- composé (cyrillique, diacritiques) :

| formes    | représentations | chaînes de caractères | points de code | descriptions                                      |
| --------- | --------------- | --------------------- | -------------- | ------------------------------------------------- |
| capitale  | Ё̄               | Ё◌̄                    | U+0401 U+0304  | lettre majuscule cyrillique io diacritique macron |
| minuscule | ё̄               | ё◌̄                    | U+0451 U+0304  | lettre minuscule cyrillique io diacritique macron |

- décomposé (cyrillique, diacritiques) :

| formes    | représentations | chaînes de caractères | points de code       | descriptions                                                        |
| --------- | --------------- | --------------------- | -------------------- | ------------------------------------------------------------------- |
| capitale  | Ё̄               | Е◌̈◌̄                   | U+0415 U+0308 U+0304 | lettre majuscule cyrillique ié diacritique tréma diacritique macron |
| minuscule | ё̄               | е◌̈◌̄                   | U+0435 U+0308 U+0304 | lettre minuscule cyrillique ié diacritique tréma diacritique macron |